# ホノホス
ホノホス (Fonofos) は、主にトウモロコシに用いられる有機チオリン酸の殺虫剤である。非常に毒性が高く、極めて危険有害な物質の一覧にリストされている。

## 毒性
経口摂取・吸入すると急性被曝を起こし、発汗、痙攣、眩暈、吐き気、呼吸困難や頭痛を引き起こす。また、下痢や嘔吐も引き起こす。高濃度の曝露は致命的である。
鳥、魚などの水生動物やハチに対し、非常に毒性が強い。

## 規制
その毒性から、2003年以降はヨーロッパや北米で使用が禁止された。